# Dolichomitus cognator
Dolichomitus cognator là một loài tò vò trong họ Ichneumonidae.